# Mathmos
Mathmos ist ein britisches Unternehmen, das bis 1992 unter dem Namen Crestworth Trading Ltd. firmierte. Es verkauft Beleuchtungsprodukte, darunter auch die vom Firmengründer Edward Craven Walker erfundene Lavalampe. Der Sitz der Firma befindet sich in Poole.

## Firmengeschichte
Die Astro- oder Lavalampe wurde um 1963 von Edward Craven Walker erfunden. Er lizenzierte das Produkt für eine Reihe von Märkten in Übersee und setzte gleichzeitig die Herstellung für den europäischen Markt unter dem Firmennamen Crestworth fort.
Die Rechte zur Herstellung und Vermarktung der Lampe auf dem amerikanischen Markt wurden im Jahr 1966 an Lava Simplex International verkauft. Die Rechte an der amerikanischen Produktion hält Haggerty Enterprises, die ihre amerikanische Fabrik geschlossen haben und nur noch in China produzieren.
Die ursprüngliche Lavalampe nach Designs von Craven Walker wird seit den frühen 1960er Jahren in Europa hergestellt – heute wie damals von der Firma Mathmos in Poole. Das Design der Lavalampe, von Craven Walker in den 1960er Jahren entwickelt und dann auch mit seiner Hilfe in den 1990er Jahren verbessert, wird immer noch verwendet.
Der Umsatz von Mathmos-Lavalampen ist durch eine Reihe von Höhen und Tiefen gegangen. Nach dem Verkauf von Millionen von Lampen weltweit in den 1960er- und 1970er-Jahren ist die Nachfrage erst in den 1990er-Jahren wieder angestiegen.
Im Jahr 1989 übernahmen Cressida Granger und David Mulley die Leitung der Firma Walkers und änderten 1992 den Namen zu Mathmos. Mathmos verkauft neben Lavalampen auch andere Ambiente-Leuchten. Der Name stammt aus dem 1968 produzierten Film Barbarella. Mathmos (oder Matmos) bezieht sich auf einen blubbernden See des Bösen unter der Stadt Sogo. Mit der Neuauflage der ursprünglichen Lavalampe in den 1990er-Jahren stieg der Umsatz von Mathmos von 10.000 Lampen 1989 auf 800.000 Lampen 1999.
Mathmos gewann zwei Queens Awards for Export und eine Reihe anderer Business Awards. Edward Craven Walker blieb als Berater und Manager bei Mathmos bis zu seinem Tod im Jahr 2000.

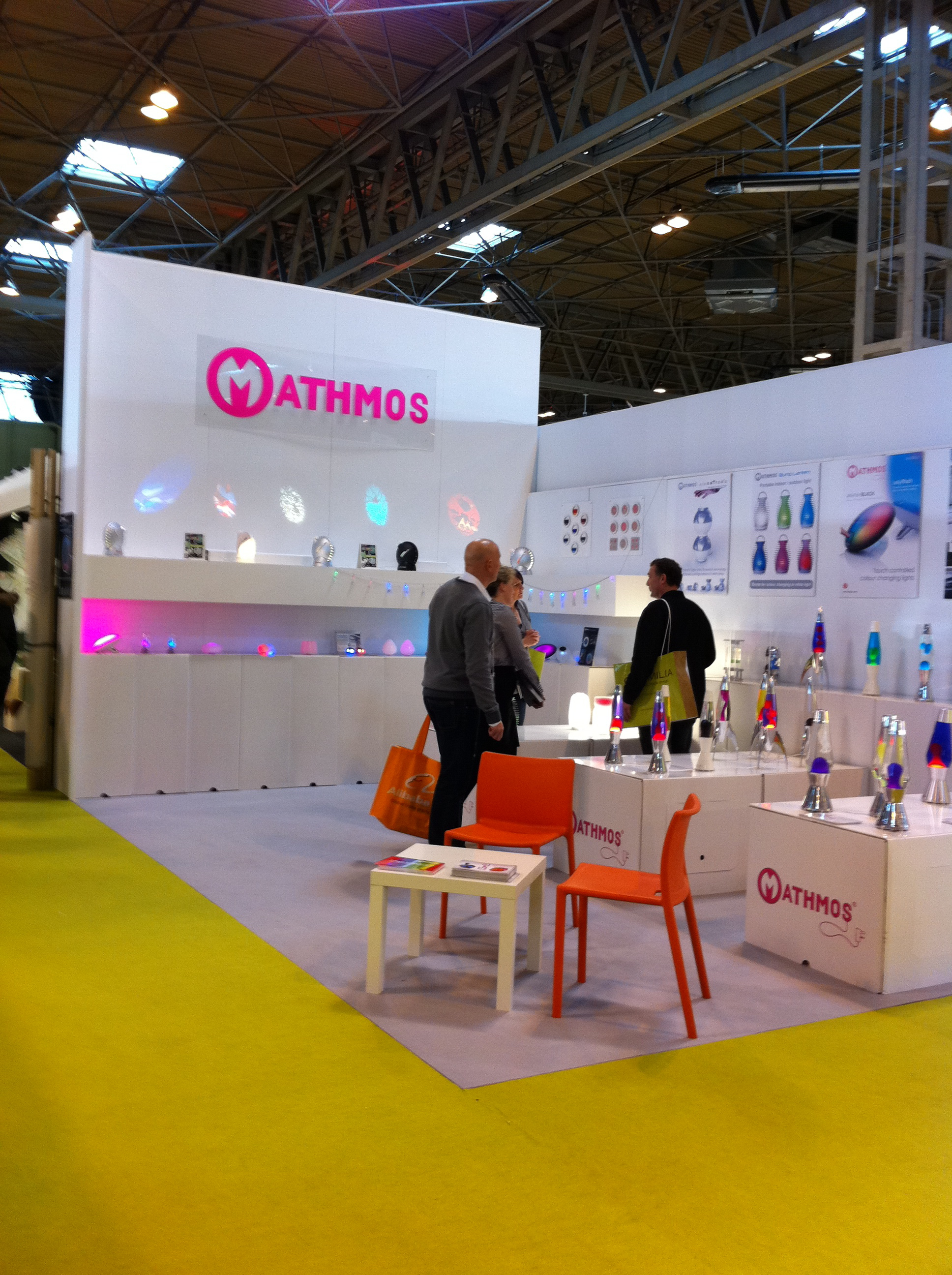
Mathmos, Messe in Birmingham, England, September 2011

## Modernes Mathmos
Seit 1999  hat Mathmos unter alleiniger Inhaberschaft von Cressida Granger seine Produktpalette erweitert und dabei die klassische Mathmos-Lavalampen-Produktreihe beibehalten und ausgebaut.
Mathmos entwickelt Produkte auch mit einer Reihe von externen Designern wie Ross Lovegrove und El Ultimo Grito.
Neue Produkte beinhalten eine Reihe von farbwechselnden und aufladbaren LED-Leuchten, von denen mehrere bereits Design-Preise gewonnen haben.
Mathmos hat auch neue Beleuchtungstechnologien wie die Airswitch-Technologie entwickelt, die es dem Benutzer ermöglicht mit Handbewegung Licht ein- bzw. auszuschalten und zu dimmen.
Zu seinem 60. Jubiläum präsentierte Mathmos limitierte Editionen der Lavalampe, die in Kooperation mit dem niederländisch-belgischen Designstudio Job, der Künstlerin Camille Walala, dem britischen Fotografen Rankin, der Designerin Sabine Marcelis sowie der britischen Musikgruppe Duran Duran entstanden sind.